# 采訥山
46°37′20″N 11°57′40″E / 46.62222°N 11.96111°E

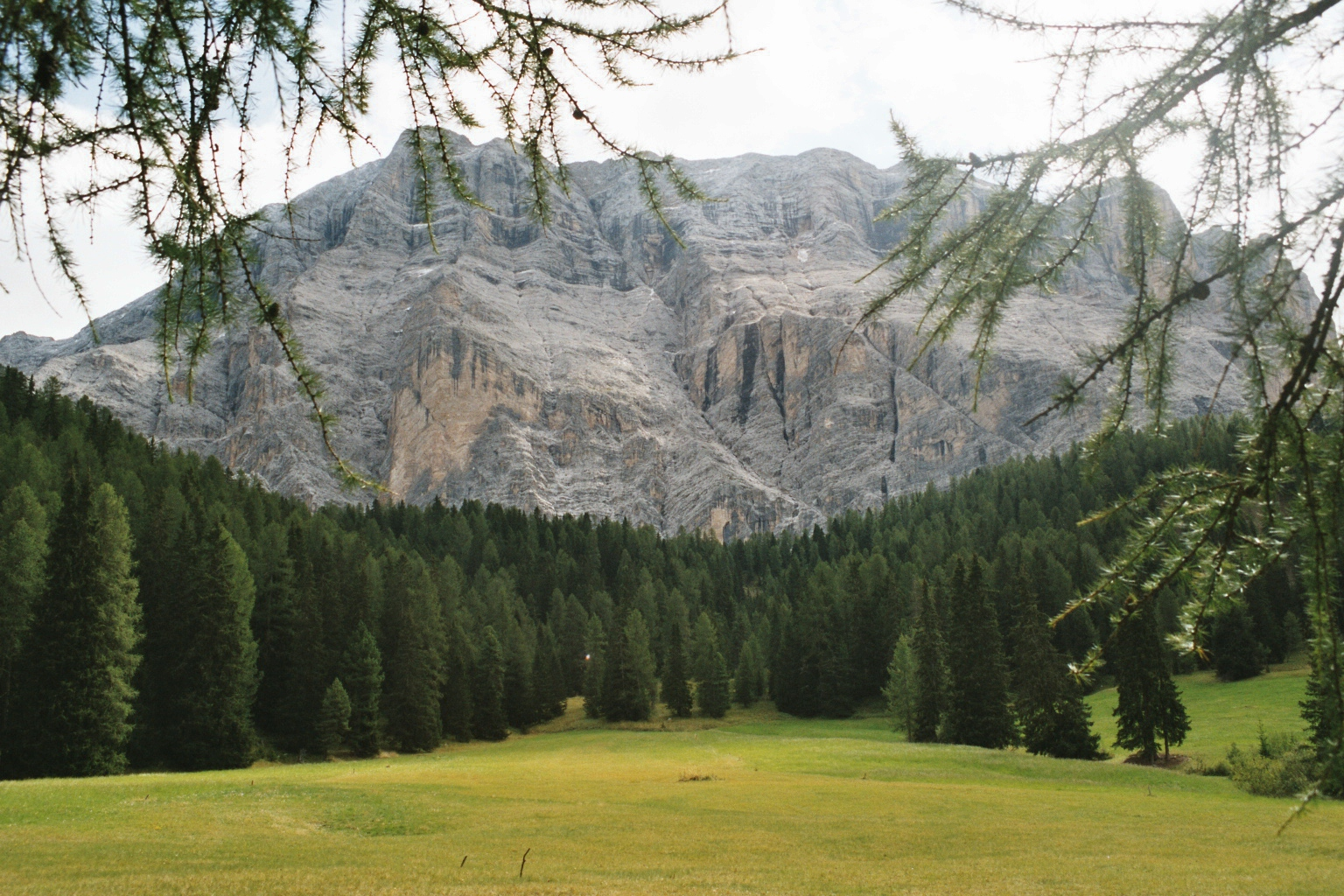

采訥山（義大利語：Cima Dieci），是意大利的山峰，位於該國東北部，由博爾扎諾-南蒂羅爾自治省負責管轄，屬於法內斯山脈的一部分，距離拉瓦雷拉峰4.2公里，海拔高度3,026米。